# 논게임
논게임(non-game)은 비디오 게임, 장난감, 애플리케이션의 경계에 있는 소프트웨어의 하나이다. "논게임 게임"이라는 용어는 닌텐도 사장 이와타 사토루가 처음 만들어 사용하였다. 기존 비디오 게임과 논게임은 목적, 목표, 도전이 없다는 점에서 큰 차이가 있다. 비슷한 용어로 샌드박스(sandbox) 게임이란 용어가 사용되고 있다.
논게임은 어떤 규칙이나 제약이 없는 자유로운 플레이를 제공하며, 이를 통해 플레이어는 자기표현을 극대화할 수 있다. 이용자는 자기 스스로 목표나 성취를 설정하고 달성할 수 있다. 대표적으로 닌텐도 DS나 Wii 플랫폼을 통해 공개된 게임들이 논게임으로서 캐주얼 게이머(casual gamer)에게 어필했고 성공을 거두었다.

## 같이 보기
- 시리어스 게임